# Xã Lone Tree, Quận Golden Valley, Bắc Dakota
Xã Lone Tree (tiếng Anh: Lone Tree Township) là một xã thuộc quận Golden Valley, tiểu bang Bắc Dakota, Hoa Kỳ. Năm 2010, dân số của xã này là 126 người.